# Łopienno (gromada)
Łopienno – dawna gromada, czyli najmniejsza jednostka podziału terytorialnego Polskiej Rzeczypospolitej Ludowej w latach 1954–1972.
Gromady, z gromadzkimi radami narodowymi (GRN) jako organami władzy najniższego stopnia na wsi, funkcjonowały od reformy reorganizującej administrację wiejską przeprowadzonej jesienią 1954 do momentu ich zniesienia z dniem 1 stycznia 1973, tym samym wypierając organizację gminną w latach 1954–1972.
Gromadę Łopienno z siedzibą GRN w Łopiennie utworzono – jako jedną z 8759 gromad na obszarze Polski – w powiecie wągrowieckim w woj. poznańskim, na mocy uchwały nr 40/54 WRN w Poznaniu z dnia 5 października 1954. W skład jednostki weszły obszary dotychczasowych gromad Łopienno i Piastowice oraz część miejscowości Kłodzin (karty 5 i 6 w całości i parcele Nr Nr kat. 1–15, 33 pół, 25 cz., 30, 31 z karty 4 obrębu Kłodzin) z dotychczasowej gromady Kłodzin ze zniesionej gminy Mieścisko w tymże powiecie. Dla gromady ustalono 13 członków gromadzkiej rady narodowej.
Gromadę zniesiono 1 stycznia 1962, a jej obszar włączono do gromady Mieścisko w tymże powiecie (choć pięć z nich – Julianowo, Łopienno, Łopiennica, Probostwo i Wilanów – trafiło tego samego dnia – de jure 31 grudnia 1961 – do gromady Mieleszyn w powiecie gnieźnieńskim w tymże województwie).